# Vinderen Station
Vinderen Station (Vinderen stasjon, tidligere stavet Winderen) er en metrostation på Holmenkollbanen på T-banen i Oslo. Stationen ligger 86,6 meter over havet. 
Stationen blev åbnet i 1898. Den gamle stationsbygning (tegnet af Carl Michalsen) blev opført i 1914, hvor Vinderentorvet ligger i dag, og fungerede længe som administrationsbygning for Holmenkollbanen. Administrationen flyttede til Majorstuen i 1958, og bygningen blev revet ned i 1971. Som så mange andre stationer på Holmenkollbanen havde den eget postkontor med en kiosk ved siden af.
Stationen er delt i to af Holmenveien med overskæringen mellem perronerne. Perronen for tog mod nord ligger syd for vejen, mens perronen for tog mod syd ligger nord for den.
Af hensyn til trafiksikkerheden for eleverne på Vinderen Skole og på grund af den stigende bebyggelse og bilisme i Holmenkollåsen med trafikkaos i myldretiden, gik bydelsudvalget i Vestre Aker i 2010 i gang med at undersøge muligheder for Vinderenkrydset. For at rydde op i problemerne ønskede en del af politikerne at gøre krydset niveaufrit, hvilket vil betyde, at Vinderen Station skulle flyttes ned under gadeplan. Man så også på muligheden for at integrere stationen i "Vinderenborgen", der skulle ligge der, hvor Conditori-gården lå. Trafikselskabet Ruter anbefalede at gøre krydset niveaufrit, da overskæringen er et af de mest trafikerede på Holmenkollbanen.